# Комилов, Уста Олим
Уста Олим Комилов (узб. Usta Olim Komilov; 1875, Маргилан — 3 апреля 1953, Ташкент) — узбекский музыкант и хореограф, сыгравший важную роль в развитии театра на заре существования Узбекской ССР.

## Биография
Он родился в 1875 году в Маргилане, в семье обедневшего ткача. Из-за отсутствия средств его семья не могла позволить себе отправить его в школу, и, осиротев из-за смерти отца, когда ему было десять лет, он стал поденщиком, но позже переехал в Самарканд в надежде на лучшую жизнь к своему дяде, производителю фургонов, который держал его в качестве неоплачиваемого ученика уже более десяти лет. Заинтересовавшись музыкой, он начал учиться играть на тамбурине и дойре в свое небольшое свободное время. После вернулся в Маргилан, чтобы работать мастером, где продолжил совершенствовать свои музыкальные навыки и начал обучать других узбеков игре на дойре.
После Октябрьской революции принимал участие в организации любительских музыкальных коллективов, исполнявших музыку на митингах и в Красной армии. В 1920 году работал исключительно в музыкальной сфере, организовывая музыкальные кружки в чайханах, школе-интернате в своем родном городе.
С 1924 по 1926 год работал над отбором и организацией группы из 26 узбекских музыкантов для подготовки в качестве учителей музыки по всей Узбекской ССР.
В 1926 году начал работать в узбекской этнографической труппе под руководством Мухитдина Кориокубова, а в 1929 году - в узбекской музыкально-танцевальной труппе. Позже работал с Тамарой Ханум над созданием и адаптацией танцев к песням, которые он исполнял. Принимал участие на многих престижных мероприятиях, включая Национальную театральную олимпиаду в Москве в 1930 году и Международный фестиваль танца в Лондоне в 1935 году, где исполнил музыку для танцевального номера Тамары Ханум. По воспоминаниям современников, английская королева была настолько впечатлена его музыкальным исполнением, что наградила его золотой медалью. Познакомился с Лэнгстоном Хьюзом во время гастролей Хьюза по Узбекской ССР.
В 1937 году стал народным артистом Узбекской ССР, а в за 5 лет до этого ему было присвоено звание Героя Труда, предшествовавшее званию Героя Социалистического Труда.
Скончался в Ташкенте 3 апреля 1953 года.

## Память
В его честь названы улицы в Ташкенте и Маргилане, а также музыкальная школа в Фергане.